# Tony DiLeo
Tony DiLeo, né le 8 août 1955, à Philadelphie, en Pennsylvanie, est un ancien joueur, entraîneur et dirigeant américain de basket-ball. Il évolue au poste d'arrière. Il est manager général des 76ers de Philadelphie entre 2012 et 2013. Il est le père du basketteur T. J. DiLeo.

## Palmarès
Entraîneur
- Champion d'Allemagne 1987, 1988